# عثمان الثاني

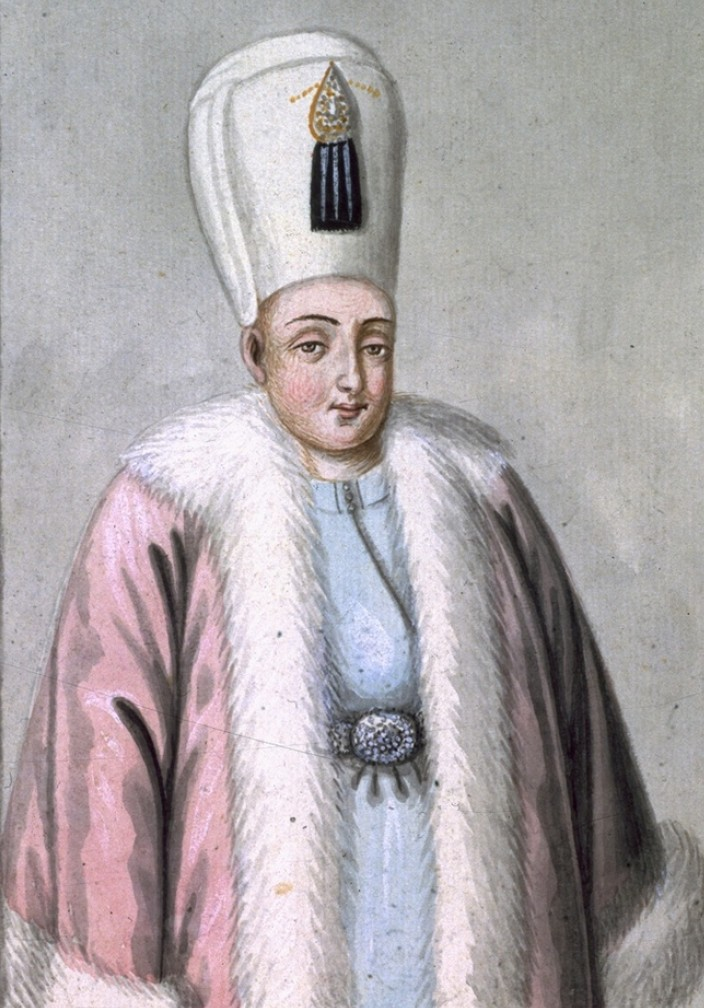
السلطان عثمان الثاني

عثمان الثاني هو السلطان السادس عشر من سلاطين آل عثمان والابن البكر للسلطان أحمد الأول. اعتلى عرش السلطنة بعد أن عُزل عمه السلطان مصطفى الأول في 1618 وعاش (3 نوفمبر 1604 - 20 مارس/ مايو 1622)، وبعد قتله خلفه عمه مصطفى الأول. وهو شقيق كلٍّ من السلطان مراد الرابع والسلطان إبراهيم الأول. يُعد أول سلطان عثماني يموت مقتولاً نتيجة ثورة داخلية ومن كان قبله من السلاطين ماتوا إما لأسباب طبيعية أو قتلوا في معارك.

## توليه الحكم

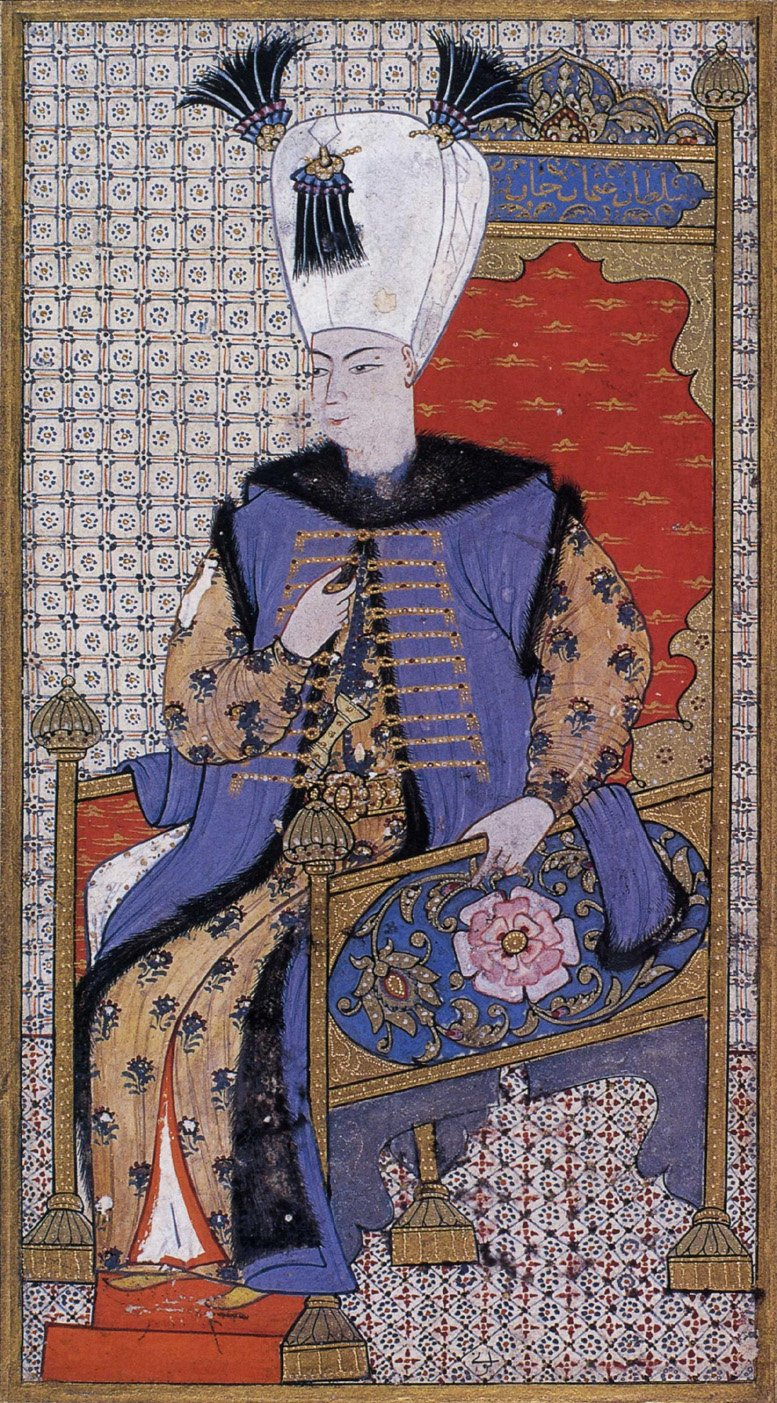
عثمان الثاني

بعد وفاة والده السلطان أحمد الأول كان من المفترض أن يتولى عثمان الحكم باعتباره أكبر أولاده، إقترح قائم مقام الوزارة الوزير صوفو محمد باشا (بتحريض من عالمة سلطان أم الأمير مصطفى وكوسيم سلطان زوجة السلطان أحمد) على شيخ الإسلام أسعد أفندي تولية مصطفى عم عثمان، وافق شيخ الإسلام باعتبار مصطفى الأكبر سناً. لم يلبث السلطان مصطفى كثيراً إذ تبين أنه غير قادر على تحمل أعباء الحكم. أصدر شيخ الإسلام فتوى بعزل السلطان مصطفى وتولية السلطان عثمان بدلاً منه.
كانت ردة فعل السلطان عثمان قاسية على من حرموه حقه في السلطنة، وكان مما أصدره تقليل صلاحيات المفتي وإعطاء معظم صلاحياته لمعلمه لالا عمر أفندي.

## إعلان الحرب على بولونيا
تدخلت دولة بولونيا (بولندا حاليا) في شؤون إمارة البغدان «حالياً مولدوفا» وقدمت الدعم للقوزاق في هجماتهم على الأراضي العثمانية. مما دفع بالسلطان عثمان إلى تجهيز حملة لقهر تلك الدولة وضمها لأملاكه. وكان مما عزز توجهه ذلك رغبته في الوصول لبحر البلطيق وتطويق عدوته النمسا من الشرق والجنوب. وقرر السلطان أن يقود الحملة بنفسه، ويٌذكر أن هذه الحملة هي الأولى لسلطان عثماني منذ 1596 والثانية منذ وفاة سليمان القانوني.
تقدمت الجيوش العثمانية حتى وصلت حصن خوتين في عمق الأراضي البولونية. هاجمت القوات العثمانية الحصن عدة مرات لكنها لم تنجح في اقتحامه. وفي النهاية جنحت الدولة العثمانية إلى المفاوضات، وأسفرت عن موافقة بولونيا على وقف دعمها لهجمات القوزاق ووقف تدخلها في شئون البغدان والسماح للقوات العثمانية بالمرور في الأراضي البولونية في حالة الحرب مع أي دولة أوروبية لكن دون حدوث أي تخريبات منها. ورغم أن الشروط موائمة للعثمانية لكن الهدف الأساسي للسلطان بضم بولونيا لم يتحقق. ألقى السلطان بكامل اللوم على قوات الإنكشارية واتهمهم بالتقاعس في واجباتهم، ووصل الأمر أن وبخ السلطان قادتهم علانية. فعاد الطرفان للعاصمة وكل منهما ناقم على الآخر، السلطان ناقم من قوات لا تطيع أوامر قادتها وتجبره على الصلح مع عدوه، والانكشارية ناقمة من سلطان يتبرم منها علناً.

## العائلة العثمانية ومقتل السلطان
نتيجة الفشل في حملة بولونيا، فكر السلطان في تطبيق إصلاحات جدية في الدولة. كان وراء فكرة الإصلاحات معلم السلطان ومربيه آماسيالي لالا عٌمر أفندى. وكان أخطر هذه الإصلاحات هي ما يتعلق بالجيش، فنتيجة لتقاعس الانكشارية فكر السلطان في إنشاء قوات جديدة مدربة ومجهزة تجهيزاً جيداً من أبناء الأتراك والتركمان في الأناضول ليستبدل بهم قوات القابوقولو (الحاميات المركزية في الجيش العثماني) وبضمنهم الانكشارية. فكر السلطان أيضاً في نقل عاصمته إلى بورصة إلى حين الانتهاء من تدريب القوات الجديدة ليعود بهم إلى إسطنبول ليقضي على الانكشارية. ورغم أن قراراته كانت سرية إلا أن الانكشارية فطنوا إلى الموضوع، وتسبب قرار السلطان في غلق المقاهي (التي كانت أماكن تجمعهم الرئيسية خارج الثكنات والمداولة في الشئون السياسية) إلى الغليان في صفوف الجيش الانكشاري.
كان الشارع في إسطنبول متبرماً، تسبب قرار السلطان عثمان في إعدام أخيه الشهزادة محمد قبل حملة بولونيا في بث الكراهية ضده. وزاد الأوضاع سوءاً الشتاء القاسي الذي تعرضت له إسطنبول، حيث تجمد مضيق القرن الذهبي بشكل لم يسبق له مثيل وشحت المواد الغذائية وإرتفعت أسعارها وتفشت السرقة. وتسامع الناس أيضاً بقرارات السلطان الجديدة حول القوات المزمع إنشاؤها مما زاد في قلقهم. وكانت طائفة العلماء أيضاً في ضيق نتيجة تحجيم السلطان لصلاحيات المفتى.
بداية الأحداث كانت مع إعلان السلطان نيته في الخروج للحج. لم يسبق لأى من سلاطين آل عثمان الحج نظراً لأن السلاطين الأوائل تحصّلوا على فتاوى تفيد بأن البقاء في العاصمة ورعاية شئون الناس عبادة تفوق الحج. شعر الإنكشارية بأن السلطان يماطل وأن هدفه الحقيقي هو الذهاب إلى بورصة لقيادة القوات الجديدة. ذهب الانكشارية إلى قصر الباب العالى حاملين فتاوى العلماء التي تفيد بجواز عدم حج السلاطين، إلا أن السلطان مزق الفتاوى وأصر على الخروج. فانقلبت الأوضاع إلى ثورة عارمة ويعتقد أن عالمة سلطان والدة السلطان مصطفى والسلطانة كوسم والدة الأمراء مراد وقاسم وإبراهيم كانا يقفان وراء الثورة. أعلن السلطان عثمان أنه تراجع عن الحج أملاً في تهدئة الأوضاع، إلا أن الانكشارية قدمت طلبات جديدة أهمها إعدام ستة أشخاص منهم عٌمر أفندى والصدر الأعظم ديلاور باشا. رفض السلطان مطالبهم وأخذ في تهديدهم علناً. الانكشارية التي شعرت أن السلطان سيبطش بهم في أول فرصة إقتحموا القصر (الذي تركت بوابته مفتوحة أمامهم نتيجة الخيانة)، قتلوا بأيديهم الصدر الأعظم ديلاور باشا، ثم حملوا السلطان السابق مصطفى وأجلسوه على العرش بالقوة وطالبوا العلماء بمبايعته تحت ظل السيوف. هرب السلطان عثمان في البداية وكان يستهدف الوصول إلى بورصة، لكنه لما شاهد قطع العصاة للطرق قرر اللجوء إلى «باب الآغا» مقر قائد القوات الانكشارية.
خطب السلطان عثمان في الإنكشارية، لكن قطع خطابه بين الحين والأخر بالهتافات المعادية ولم يصل إلى نتيجة. إختلف الثوار حول مصير السلطان، كان قادة الانكشارية يرون الاكتفاء بعزله والإبقاء على حياته، إلا أنهم لم ينجحوا في إملاء رغبتهم تلك على تابعيهم من صغار الانكشارية. أخذ الثوار السلطان عثمان من «جامع أورطة» ونقلوه إلى سجن الأبراج السبع (بالتركية:  Yedi kule)‏ وهناك حمل عليه عشرة جلادين، ورغم أنه كان أعزل إلا أنه قتل ثلاث منهم قبل أن يتمكن الباقون من الإجهاز عليه وإعدامه خنقاً بوتر قوس (وهي طريقة تركية قديمة للإعدام بحق النبلاء الأتراك)

## بعد وفاته
أُعيد عمه السلطان مصطفى إلى السلطة من جديد، لكن كانت والدته حليمة سلطان المدبر الحقيقي للأمور في الدولة. سببت وفاته إضطرابات عديدة داخل الدولة، فتمرد أباظة محمد باشا وسيطر على الأناضول. كما حدثت فتنة داخل إسطنبول بين السباهية والإنكشارية نتج عنها عشرات القتلى في الجانبين. وامتدت الفوضى إلى العراق وسرعان ما تمكن الشاه عباس من السيطرة على بغداد. استمرت الفوضى داخل الدولة عشر سنوات حتى تمكن أخيه السلطان مراد الرابع من القضاء على الفتنة ووأد الثائرين ومن ثم تمكن من استعادة بغداد.

## قرة داود باشا
يعتبر داود باشا هو أحد محركي الأحداث التي أدت للثورة على السلطان عثمان ومن ثّم مقتله. كان وزيراً في عهد السلطان أحمد الأول وقائداً للبحرية، ثم تزوج من السلطانة ديلربا ابنة السلطان محمد الثالث العثماني وتحالف معها ومع أمها عالمة سلطان (حليمة سلطان) من أجل إعادة تنصيب شقيقها مصطفى الأول كسلطان بدلاً من عثمان. ويُعتقد أن داود باشا هو من أعطى الأمر بعد نجاح الثورة في القيام بقتل السلطان عثمان المخلوع، كما قام بقطع إذنه وإصبع من يده وإعطائهم للسلطانة حليمة دليلاً على قتله. وبعد انتشار الفوضى في إسطنبول نتيجة هذه الحادثة إستغل داود باشا الفرصة وسرق كافة حاجيات السلطان عثمان من قصر الباب العالي بما فيها سيوفه وخيوله الثمينة. عُيّن داود باشا صدراً أعظماً بسعي حليمة سلطان، لكن ما لبث أن تزايد الغضب ضده من الناس والباشوات فكانوا يلقبونه بـ«قاتل السلطان»، فعزل ثم أعدم لاحقاً.

## عنه
تعتبر أفكار عثمان الثاني أفكار ثورية، فقد شخّص مبكراً عوامل الضعف التي انتابت الدولة وأبرزها تقاعس الإنكشارية وتشكيلها عصبة للتدخل في شئون الدولة وتحقيق رغباتها. إلا أن الإجراءات التي اتخذها من تشكيل قوات جديدة قد جلبت غضب الإنكشارية عليه بالإضافة إلى قلق الشعب. لم يتمكن سلطان عثماني من الوقوف أمام الإنكشارية وإزاحتهم قبل عام 1826 أي بعده بمائتي عام. رغم أفكاره الجريئة إلا أن السلطان عثمان لم يكن يملك الخبرة الكافية لحسن تطبيقها، ولم يستطع اختيار الرجال الأكفاء حوله لتنفيذ أوامره. وكان لغياب والدته لوفاتها دور كبير في عدم قدرة السلطان على السيطرة على الحرملك مما تسبب في نشوء المؤامرات حوله من داخله عبر السلطانة حليمة والسلطانة كوسم دون علمه. لم يلقَ السلطان محبة من شعب إسطنبول خلال حياته، فتجمد المضيق وارتفاع الأسعار وقتله أخيه دون جريرة وغلقه للمقاهي تسبب في كراهية الناس له، إلا أن قتله دون ذنب تسبب في بكاء الناس عليه وكتبت لأجله المراثي.
كان السلطان عثمان قوياً يجيد استخدام كافة الأسلحة، وقد تمكن من قتل ثلاثة من جلاديه قبل أن يجهز عليه الآخرون بالتفوق العددي، وقال مؤرخون إن جلاديه اضطروا إلى عصر خصيتيه لإخضاعه من فرط قوته. كما كان حسن الثقافة تعلم تعليماً جيداً واستطاع تكوين فكرة جيدة عن أوروبا. كان على صغر سنه طموحاً، فقد رغب في الإستيلاء على بولونيا وكانت وقتها من أقوى ملكيات أوروبا، كما رغب في تجديد دماء الدولة بتجديد الجيش والقضاء على الفاسدين وهو ما لم يتمكن من تحقيقه.

## أسرته

### الإخوة
1. الأمير محمد ابن أحمد الأول
2. السلطان مراد الرابع
3. الأمير بيازيد ابن أحمد الأول
4. الأمير سليمان ابن أحمد الأول
5. الأمير قاسم ابن أحمد الأول
6. السلطان إبراهيم الأول

### زوجاته
- عقيلة خاتون

### أبناؤه
- الشهزادة مصطفى (1620-1621) مات صغيراً.
- شاهزاده عمر (أكتوبر 1621-يناير 1622) قٌتل في أدرنة بمؤامرة على الأغلب.

### بناته
- السلطانة زينب (1622-1623) ماتت صغيرة.